# 2022年地方公職人員選舉時代力量提名作業
時代力量於2022年中華民國地方公職人員選舉之提名作業。候選人產生過程主要依據2021年4月6日第三屆決策委員會第4次會議通過之《時代力量2022年地方公職人員選舉提名辦法》來進行。

## 進行過程
2021年4月6日，時代力量第三屆決策委員會第4次會議決議，由決策委員、提名小組成員或地方黨部主任個別徵詢淺在直轄市長、縣市長、鄉鎮市長、直轄市原住民區長候選人，提交初審候選人名單，接著由提名小組召開專案會議，經決策委員會通過後通過提名。
2022年1月6日，公布第一波提名名單，包括北部及東部地方議員。於臺北市提名第一選區劉仕傑、第六選區林泓泰等2人；於新北市提名第三選區吳香君、第五選區彭盛韶等2人；於桃園市提名第三選區呂宇晟、第四選區徐鈺雯、第七選區林佳瑋等3人；於宜蘭縣提名第一選區林正芳、第六選區楊坊翔等2人；於花蓮縣則提名第三選區陳慶元，共10名議員參選人。
2022年1月11日，公布第二波提名名單，包括中部地方議員、鄉鎮市民代表及村里長。於臺中市提名第四選區傅智恒、第七選區吳佩芸、第八選區江冠頫、第十三選區鄒明諺等4人；於彰化縣提名第四選區鄭宇焱，共5名議員參選人。鄉鎮市民代表及村里長方面，於彰化縣秀水鄉提名第一選區鄉民代表參選人陳昀志；於臺中市潭子區栗林里提名里長參選人吳銘麟。
2022年1月18日，公布第三波提名名單，包含南部地方議員、鄉鎮市民代表及村里長。於臺南市提名第八選區李冠霖；於高雄市提名第三選區黃思學、第九選區顧崇德、第十選區湯茹婷等3人；屏東縣提名第一選區李承育，共5名議員參選人。鄉鎮市民代表及村里長方面，於屏東縣來義鄉提名第一選區鄉民代表參選人許齡心；於高雄市岡山區石潭里提名里長參選人廖偉翔。
2022年3月11日，公布第四波提名名單，於基隆市提名第七選區陳愷閎；於新北市提名第四選區王景弘；於臺北市提名第二選區陳志明；於臺中市提名第五選區鄭勁節、第十一選區徐小媚；於嘉義市第二選舉區提名王浩；於高雄市提名第十一選區張雨柔，共7名議員參選人。
2022年4月7日，公布第五波提名名單，於新竹縣提名第八選區彭致豪；於新竹市提名第二選區陳鶴文；於高雄市提名第四選區鄭侑青；於苗栗縣提名第四選區葉忠倫，共4名議員參選人。
2022年4月26日，提名苗栗縣縣長參選人宋國鼎。
2022年6月6日，公布第六波提名名單，於基隆市提名第五選區江欣怡；於臺北市提名第三選區林柏勛、第四選區徐千淳；於台南市提名第六選區陳建大明；於宜蘭縣宜蘭市第四選區提名市民代表呂柏凱。
2022年6月16日，提名基隆市市長參選人陳薇仲、屏東縣縣長參選人詹智鈞。

## 提名人選

### 縣市長
| 選區       | 候選人 | 提名日期      | 備註           |
| ---------- | ------ | ------------- | -------------- |
| 苗栗縣縣長 | 宋國鼎 | 2022年4月26日 | 候選人表態參選 |
| 基隆市市長 | 陳薇仲 | 2022年6月15日 | 政黨提名參選   |
| 屏東縣縣長 | 詹智鈞 | 2022年6月15日 | 政黨提名參選   |

### 直轄市議員
| 選區             | 候選人   | 提名日期 | 備註     |
| ---------------- | -------- | -------- | -------- |
| 臺北市第一選區   | 劉仕傑   | 1月6日   |          |
| 臺北市第二選區   | 陳志明   | 3月11日  |          |
| 臺北市第三選區   | 林柏勛   | 6月6日   |          |
| 臺北市第四選區   | 徐千淳   | 6月6日   |          |
| 臺北市第六選區   | 林泓泰   | 1月6日   |          |
| 新北市第三選區   | 吳香君   | 1月6日   |          |
| 新北市第四選區   | 王景弘   | 3月11日  |          |
| 新北市第五選區   | 彭盛韶   | 1月6日   |          |
| 桃園市第一選區   | 簡智翔   |          | 競選連任 |
| 桃園市第三選區   | 呂宇晟   | 1月6日   |          |
| 桃園市第四選區   | 徐鈺雯   | 1月6日   |          |
| 桃園市第七選區   | 林佳瑋   | 1月6日   |          |
| 臺中市第四選區   | 傅智恒   | 1月11日  |          |
| 臺中市第五選區   | 鄭勁節   | 3月11日  |          |
| 臺中市第七選區   | 吳佩芸   | 1月11日  |          |
| 臺中市第八選區   | 江冠頫   | 1月11日  |          |
| 臺中市第十一選區 | 徐小媚   | 3月11日  |          |
| 臺中市第十三選區 | 鄒明諺   | 1月11日  |          |
| 臺南市第六選區   | 陳建大明 | 6月6日   |          |
| 臺南市第七選區   | 林易瑩   | 6月16日  | 競選連任 |
| 臺南市第八選區   | 李冠霖   | 1月18日  |          |
| 高雄市第三選區   | 黃思學   | 1月18日  |          |
| 高雄市第四選區   | 鄭侑青   | 4月7日   |          |
| 高雄市第七選區   | 林凱     |          | 競選連任 |
| 高雄市第九選區   | 顧崇德   | 1月18日  |          |
| 高雄市第十選區   | 湯茹婷   | 1月18日  |          |
| 高雄市第十一選區 | 張雨柔   | 3月11日  |          |

### 縣市議員
| 選區             | 候選人 | 提名日期 | 備註     |
| ---------------- | ------ | -------- | -------- |
| 新竹縣第一選區   | 連郁婷 |          | 競選連任 |
| 新竹縣第八選區   | 彭致豪 | 4月7日   |          |
| 苗栗縣第四選區   | 葉忠倫 | 4月7日   |          |
| 苗栗縣第五選區   | 吳翌立 | 7月11日  |          |
| 彰化縣第一選區   | 吳韋達 |          | 競選連任 |
| 彰化縣第四選區   | 鄭宇焱 | 1月11日  |          |
| 屏東縣第一選區   | 李承育 | 1月18日  |          |
| 新竹市第一選區   | 蔡惠婷 |          | 競選連任 |
| 新竹市第二選區   | 陳鶴文 | 4月7日   |          |
| 新竹市第四選區   | 林彥甫 |          | 競選連任 |
| 新竹市第五選區   | 廖子齊 |          | 競選連任 |
| 嘉義市第二選舉區 | 王浩   | 3月11日  |          |
| 基隆市第五選舉區 | 江欣怡 | 5月18日  |          |
| 基隆市第七選舉區 | 陳愷閎 | 3月11日  |          |
| 宜蘭縣第一選區   | 林正芳 | 1月6日   |          |
| 宜蘭縣第六選區   | 楊坊翔 | 1月6日   |          |
| 花蓮縣第三選區   | 陳慶元 | 1月6日   |          |

### 鄉鎮市民代表
| 選區                 | 候選人 | 提名日期 | 備註 |
| -------------------- | ------ | -------- | ---- |
| 彰化縣彰化市第一選區 | 王威程 | 7月15日  |      |
| 彰化縣彰化市第四選區 | 黃宥馨 | 8月29日  |      |
| 彰化縣秀水鄉第一選區 | 陳昀志 | 1月11日  |      |
| 彰化縣埔心鄉第一選區 | 黃金吉 | 8月26日  |      |
| 屏東縣來義鄉第一選區 | 許齡心 | 1月18日  |      |
| 澎湖縣馬公市第二選區 | 王南昕 | 8月26日  |      |
| 宜蘭縣宜蘭市第四選區 | 呂柏凱 | 6月6日   |      |

### 里長
| 選區             | 候選人 | 提名日期 | 備註 |
| ---------------- | ------ | -------- | ---- |
| 臺中市潭子區栗林 | 吳銘麟 | 1月11日  |      |
| 高雄市岡山區石潭 | 廖偉翔 | 1月18日  |      |
| 新北市瑞芳區龍山 | 陳志強 | 7月19日  |      |

## 外部連結
- 時代力量2022年地方公職人員選舉提名辦法（页面存档备份，存于）